# Birjoesinsk
Birjoesinsk (Russisch: Бирюсинск) is een stad in het zuidwesten van de Russische oblast Irkoetsk. Birjoesinsk vormt een satellietstad van het 10 kilometer oostelijkere gelegen Tajsjet, onder wiens jurisdictie de stad zich tevens bevindt. De stad telde ongeveer 10.000 inwoners bij de laatste volkstelling van 2002.
De stad ligt in het zuidwesten van het Birjoesaplateau, in het noordelijke voorgebergte van de Oostelijke Sajan, aan de rechteroever van de rivier de Birjoesa (zijrivier van de Tasejeva, stroomgebied van de Angara), op 682 kilometer ten noordwesten van Irkoetsk.

## Geschiedenis
De plaats ontstond als een station bij de aanleg van de Trans-Siberische spoorlijn in 1897 onder de naam Soejeticha aan het gelijknamige zijriviertje van de Birjoesa. Deze naam zou afkomstig zijn van het Oud-Ketse Bjor-su (Бёр-су) en 'wolfrivier' betekenen. In 1912 liet de Krasnojarkse handelaar Lopoechova Zjogolev er een tafelzaag, kantoor en loodsen bouwen en in hetzelfde jaar lieten de spoorwegautoriteiten er het eerste stenen huis bouwen. In 1927 begon de bouw van de huidige gemechaniseerde zaagmolen en in 1929 werd een houtverwerkende fabriek in gebruik genomen. In 1932 telde de fabriek 463 mensen, hetgeen tegen 1940 was opgelopen tot 890. De stationsnederzetting was daarmee uitgegroeid tot een dorpje. Daarop kwamen migranten uit andere delen van het land om er huizen te bouwen. De eerste huizen werden echter gebouwd door spoorarbeiders, waarvan nu nog twee huizen bewaard zijn gebleven. De eerste straten verrezen aan het riviertje de Sjipitsjnaja en vanaf het einde van de jaren 1930 werden ook huizen aan de andere zijde van dit riviertje gebouwd. In 1929 verrees de eerste basisschool en in 1932 openden een kleuterschool en een zevenjaarschool. In 1933 bouwden leden van de Komsomol een hangbrug over de Sjipitsjnaja, kreeg het dorp een medische hulppost (in het kantoor van de zaagmolen) en werd het eerste gebouw voltooid. In 1934 kreeg het de status van arbeidersnederzetting. Vanaf 1946 maakte de plaats een grote groei door als gevolg van de bouw van een hydrolysefabriek (tussen 1947 en 1952), waarvoor de bestaande steenfabriek werd uitgebreid, een bouwbestuur werd ingesteld en een energiecentrale werd gebouwd. In 1952 kreeg de plaats een bibliotheek, in 1957 een (stenen) ziekenhuis, in 1961 een kinderbibliotheek en nog een basisschool. In die tijd werd begonnen met de bouw van de typische systeembouwflats; eerst van 2 etages, later van 5 etages en ten slotte van 13 etages. Op 11 mei 1967 kreeg de plaats de status van stad en haar huidige naam Birjoesinsk.
In 1971 kreeg de stad een bioscoop (met 300 plaatsen), in 1974 werd een muziekschool geopend en in 1980 een streekmuseum en een school voor kunsten. Van 1986 tot 1990 werd met geld van de hydrolysefabriek een sportcomplex gebouwd met een zwembad, sporthal en een hockeyveld. In de jaren 1990 verdwenen echter de orders en ging de hydrolysefabriek, waar methanol, voedingsgist en furfural werden geproduceerd, failliet.

## Economie en transport
Bij de stad bevinden zich een aantal ondernemingen in de houtverwerkende industrie (inclusief een zaagmolen). Een deel van de inwoners werkt in Tajsjet.
De stad ligt aan de Trans-Siberische spoorlijn (4503e kilometer vanaf Moskou) en ten zuiden van de stad verloopt de Zuid-Siberische spoorlijn (station Tagoel). Vijf kilometer ten oosten van Birjoesinsk voert de autoweg R-255 (Novosibirsk-Irkoetsk-Listvjanka) de Birjoesa. De stad heeft een openbaarvervoersverbinding met Tajsjet door middel van bussen en marsjroetka's.

## Demografie
| 1939  | 1959   | 1970   | 1979   | 1989   | 2002   |
| ----- | ------ | ------ | ------ | ------ | ------ |
| 4.797 | 13.300 | 13.500 | 12.700 | 12.066 | 10.004 |